# Svensk-chilenska sällskapet
Svensk-Chilenska Sällskapet var en högerextrem organisation som grundades 1976 med avsikt att skapa en positiv bild av militärdiktaturens Chile i Sverige, som man ansåg var utsatt för en förtalskampanj med kommunistiska förtecken. Bland organisationens framträdande medlemmar märks bland annat ordföranden Ulf Hamacher från Sveriges Nationella Förbund, sekreteraren Åke Lindsten från Nysvenska rörelsen och debattören Lennart Hane. 